# The 2010s
The 2010s è una miniserie televisiva statunitense trasmessa da CNN e da Sky Arte che esplora i principali eventi politici e culturali degli anni Duemiladieci.

## Episodi
- Peak TV
- Musica on demand
- Obama, eredità a rischio
- Trump, il disgregatore
- Si scende in piazza
- Il boom dei social media
- 2020, l'anno che ha cambiato tutto